# Paul Klinger
Paul Klinger, nato Paul Karl Heinrich Klinksik, (Essen, 14 giugno 1907 – Monaco di Baviera, 14 novembre 1971), è stato un attore e doppiatore tedesco.

## Biografia
Nato ad Essen, a scuola Paul Karl Heinrich Klinksik fu compagno di classe del futuro regista Helmut Käutner. Lasciati gli studi di recitazione a Monaco, si trasferì a Coblenza dove iniziò la sua carriera di attore. Cambiò il suo nome in Paul Klinger: dopo aver recitato a Oldenburg, Wroclaw e Düsseldorf, nel 1933 andò a lavorare al Deutsches Theater di Berlino. Nello stesso anno, fece il suo esordio anche sugli schermi, girando Du sollst nicht begehren..., in un ruolo di amante affascinante.
Tra il 1930 e il 1940, Klinger ricoprì soprattutto ruoli di giovane innamorato o di fedele amico. Venne coinvolto nel film di guerra Spähtrupp Hallgarten, prestando la sua voce anche per il film di propaganda Ewiger Wald. Durante la guerra, recitò a fianco di Kristina Söderbaum in La città d'oro e in Il perduto amore, due film sentimentali ma dalla forte valenza nazionalista diretti da Veit Harlan.
Dal 1943, intraprese la carriera di doppiatore che avrebbe poi proseguito negli anni del dopoguerra, diventando la voce tedesca di attori come Robert Taylor, Charlton Heston, Jean Marais, Jean Gabin, Cary Grant, Karl Malden, Stewart Granger, William Holden o Tyrone Power. Dai primi anni sessanta le sue apparizioni al cinema divennero rare, mentre intensificava la sua presenza sul piccolo schermo.

## Vita privata
Dal 1936 al 1945, fu sposato all'attrice Hildegard Wolf da cui ebbe un figlio. Dal secondo matrimonio, celebrato nel 1954, con l'attrice Karin Andersen, nacquero altri due figli. Klinger morì a Monaco il 14 novembre 1971 per un attacco cardiaco.

## Filmografia

### Attore (cinema)
- Du sollst nicht begehren..., regia di Richard Schneider-Edenkoben (1933)
- La donna del mio cuore (Liebesleute), regia di Erich Waschneck (1935)
- Männer vor der Ehe, regia di Carl Boese (1936)
- Fridericus, regia di Johannes Meyer (1937)
- Das schöne Fräulein Schragg, regia di Hans Deppe (1937)
- Gauner im Frack, regia di Johannes Riemann (1937)
- Zweimal zwei im Himmelbett, regia di Hans Deppe e (supervisori) Paul May e Peter Ostermayr (1937)
- Der Trichter (1938)
- Un'avventura a Varsavia (Abenteuer in Warschau), regia di Carl Boese (1938)
- Wie einst im Mai, regia di Richard Schneider-Edenkoben (1938)
- Grossalarm o Großalarm, regia di Georg Jacoby (1938)
- Narren im Schnee, regia di Hans Deppe (1938)
- Battaglia di donne (Zwei Frauen), regia di Hans H. Zerlett (1938)
- Das Verlegenheitskind, regia di Peter Paul Brauer (1938)
- Ich bin gleich wieder da, regia di Peter Paul Brauer (1939)
- Domani sarò arrestato (Morgen werde ich verhaftet), regia di Karl-Heinz Stroux (1939)
- Sommer, Sonne, Erika, regia di Rolf Hansen (1940)
- Donna misteriosa (Kriminalkommissar Eyck), regia di Milo Harbich (1940)
- Amore all'americana (Verliebtes Abenteuer), regia di Hans H. Zerlett (1940)
- Herzensfreud - Herzensleid, regia di Hubert Marischka (1940)
- La pista del delitto (Alarm), regia di Herbert B. Fredersdorf (1941)
- Spähtrupp Hallgarten, regia di Herbert B. Fredersdorf (1941)
- Die Erbin vom Rosenhof, regia di Franz Seitz (1942)
- La città d'oro (Die goldene Stadt), regia di Veit Harlan (1942)
- Campo di lino (Wenn die Sonne wieder scheint), regia di Boleslaw Barlog (1943)
- L'accusata (Damals), regia di Rolf Hansen (1943)
- L'amazzone contesa (Zirkus Renz), regia di Arthur Maria Rabenalt (1943)
- Il perduto amore (Immensee), regia di Veit Harlan (1943)
- Seinerzeit zu meiner Zeit, regia di Boleslaw Barlog (1944)
- Das Leben ruft, regia di Arthur Maria Rabenalt (1944)
- Der grüne Salon, regia di Boleslaw Barlog (1944)
- Ehe im Schatten, regia di Kurt Maetzig (1947)
- Morgen ist alles besser, regia di Arthur Maria Rabenalt (1948)
- Begegnung mit Werther, regia di Karl-Heinz Stroux (1949)
- Man spielt nicht mit der Liebe, regia di Hans Deppe (1949)
- Mathilde Möhring, regia di Rolf Hansen (1950)
- Vier Treppen rechts, regia di Kurt Werther (1950)
- Sensation im Savoy, regia di Eduard von Borsody (1950)
- Nacht ohne Sünde, regia di Karl Georg Külb (1950)
- Falschmünzer am Werk, regia di Louis Agotay (1951)
- Mutter sein dagegen sehr, regia di Viktor Tourjansky (1951)
- Geheimnis einer Ehe, regia di Helmut Weiss (1951)
- Mein Herz darfst du nicht fragen, regia di Paul Martin (1952)
- Mikosch rückt ein, regia di J.A. Hübler-Kahla (1952)
- Am Brunnen vor dem Tore, regia di Hans Wolff (1952)
- Staatsanwältin Corda, regia di Karl Ritter (1953)
- Antonio e Virgoletta (Pünktchen und Anton), regia di Thomas Engel (1953)
- Wenn der weiße Flieder wieder blüht, regia di Hans Deppe (1953)
- Hochzeit auf Reisen
- Rosen-Resli
- Die sieben Kleider der Katrin
- Das fliegende Klassenzimmer
- Glückliche Reise, regia di Thomas Engel (1954)
- Die Mädels vom Immenhof
- Mein Leopold, regia di Géza von Bolváry (1955)
- Unternehmen Schlafsack
- Sohn ohne Heimat
- Suchkind 312
- Hochzeit auf Immenhof
- Das Bad auf der Tenne, regia di Paul Martin (1956)
- Hengst Maestoso Austria
- Das alte Försterhaus
- Ferien auf Immenhof
- Glücksritter
- Quando l'amore è veleno (Liebe kann wie Gift sein), regia di Veit Harlan (1958)
- Ist Mama nicht fabelhaft?
- Sebastian Kneipp, regia di Wolfgang Liebeneiner (1958)
- Rommel chiama Cairo (Rommel ruft Kairo), regia di Wolfgang Schleif (1959)
- Ich kann nicht länger schweigen
- Lo strangolatore di Londra (Die weiße Spinne), regia di Harald Reinl (1963)
- Jack e Jenny o Presto... a letto (Jack und Jenny)
- La locanda di Dartmoor (Das Wirtshaus von Dartmoor), regia di Rudolf Zehetgruber (1964)
- A 009 missione Hong Kong (Das Geheimnis der drei Dschunken), regia di Ernst Hofbauer (1965)
- Freddy, Tiere, Sensationen
- Pim, Pam und Pummelchen

### Attore (tv)
- Der Mann aus Tanganjika, episodio tv di Inspektor Hornleigh greift ein... (1961)
- "Tim Frazer": Prima parte Episodio TV  (1963)
- "Tim Frazer": Seconda parte Episodio TV  (1963)
- "Tim Frazer": Terza parte Episodio TV  (1963)
- "Tim Frazer": Quarta parte Episodio TV  (1963)
- "Tim Frazer": Quinta parte Episodio TV  (1963)
- "Tim Frazer": Sesta parte Episodio TV  (1963)
- Unterm Birnbaum, film tv (1963)
- Der Fahrplan, episodio tv di Das Kriminalmuseum
- Paul Klinger erzählt abenteuerliche Geschichten, episodi tv (1964)
- Adieu Mademoiselle, film tv
- Der Parasit, film tv
- Conan Doyle und der Fall Edalji, film tv
- "Familie Hansen": Die Stilkommode Episodio TV (1966)
- "Familie Hansen": Die unbewältigte Bootsfahrt Episodio TV (1967)
- "Familie Hansen": Mit Mathilde leben Episodio TV (1967)
- "Familie Hansen": Drei Freunde in der Not Episodio TV  (1967)
- "Familie Hansen": Ein teurer Ring Episodio TV (1967)
- "Kommissar Brahm": Männerurlaub episodio tv 1967
- "Kommissar Brahm": Schüsse im Forst episodio tv 1967
- "Kommissar Brahm": Herr Wegner schweigt episodio tv 1967
- "Kommissar Brahm": Ein 100.000-Mark-Tag episodio tv 1967
- "Kommissar Brahm": Länderspiel episodio tv 1967
- Tagebuch eines Frauenmörders
- Dreißig Silberlinge
- Kirsch und Kern
- Versöhnung in Eger, episodio tv di Von Liebe keine Rede (1971)
- L'avventuriero dei sette mari: Ein seltsames Schiff (1971)
- L'avventuriero dei sette mari: Der Seewolf (1971)